# Hrabičov
Hrabičov (deutsch Hrabischhof, ungarisch Gyertyánfa) ist eine Gemeinde in der Mittelslowakei mit 548 Einwohnern (Stand 31. Dezember 2024), die zum Okres Žarnovica, einem Kreis des Banskobystrický kraj, gehört.

## Geographie
Die Gemeinde befindet sich im Südteil des Gebirges Vtáčnik im mittleren Tal des Flüsschens Kľak. Das Ortszentrum liegt auf einer Höhe von 370 m n.m. und ist neun Kilometer von Žarnovica entfernt.
Die ganze Gemeinde als solche besteht aus 16 verschiedenen Siedlungen, die im Tal und umliegenden Bergen verstreut sind.
Nachbargemeinden sind Ostrý Grúň im Norden, Bzenica im Osten, Žarnovica im Südosten, Horné Hámre im Süden und Župkov im Südwesten und Westen.

## Geschichte
Hrabičov ist ursprünglich eine Siedlung von Horné Hámre gewesen und wird so im 18. Jahrhundert erwähnt. Als selbständiges Dorf erscheint Hrabičov im Jahr 1828 unter dem magyarisierten Namen Hrabicsó. Im selben Jahr hatte die Ortschaft 51 Häuser und 348 Einwohner, die überwiegend als Holzfäller, in kleinerem Umfang als Landwirte lebten.
Bis 1918 gehörte der im Komitat Barsch liegende Ort zum Königreich Ungarn und kam danach zur Tschechoslowakei beziehungsweise heute Slowakei. Ebenfalls wie die nahe gelegenen Gemeinden Kľak und Ostrý Grúň wurde Hrabičov im Januar 1945 wegen Unterstützung des Slowakischen Nationalaufstandes von der Partisanenabwehrgruppe Edelweiß verbrannt und die Einwohner vertrieben.
Nach dem Ende des Zweiten Weltkriegs wurde der Ort wiederaufgebaut.
Der Ortsname leitet sich vom slowakischen Namen für Hainbuchen (hrab) ab.

## Bevölkerung
| Jahr                | 1994 | 2004    | 2014    | 2024    |
| ------------------- | ---- | ------- | ------- | ------- |
| Anzahl der Personen | 617  | 619     | 589     | 548     |
| Unterschied         |      | +0,32 % | −4,84 % | −6,96 % |

| Jahr                | 2023 | 2024    |
| ------------------- | ---- | ------- |
| Anzahl der Personen | 553  | 548     |
| Unterschied         |      | −0,90 % |

Gemäß der Volkszählung 2011 wohnten in Hrabičov 598 Einwohner, davon 543 Slowaken, 2 Magyaren sowie jeweils 1 Pole und Tscheche. 51 Einwohner machten keine Angabe zur Ethnie.
479 Einwohner bekannten sich zur römisch-katholischen Kirche, 8 Einwohner zu den Zeugen Jehovas und 3 Einwohner zur orthodoxen Kirche. 20 Einwohner waren konfessionslos und bei 88 Einwohnern wurde die Konfession nicht ermittelt.

## Bauwerke
- römisch-katholische Kirche Sieben Schmerzen Mariens